# Halligfriesisch
Halligfriesisch ist ein nordfriesischer Dialekt, der auf den nordfriesischen Halligen in Nordfriesland beheimatet ist. Der Dialekt gilt als stark vom Aussterben bedroht. Im Jahr 1972 sprachen noch rund 20 Prozent der Halligbewohner Friesisch; für die sowieso geringe Einwohnerzahl der Halligen bedeutet dies, dass bereits damals nicht mehr als 60 Menschen noch die Sprache beherrschten. Aktuelle Sprachstatistiken existieren nicht.
Sprachlich gesehen ist das Halligfriesische eine Mundart des Festlandfriesischen. Es gilt als der Dialekt, der dem im 17. Jahrhundert auf Nordstrand und im 18. Jahrhundert auf Pellworm ausgestorbenen Strander Friesisch am nächsten steht. Auch mit dem um 1980 ausgestorbenen Südergoesharder Friesisch hat es viel Ähnlichkeit.